# Stagno (Adelsgeschlecht)
Stagno ist der Name eines italienischen Adelsgeschlechts aus Messina auf Sizilien, das dem Hochadel angehörte. 

## Geschichte

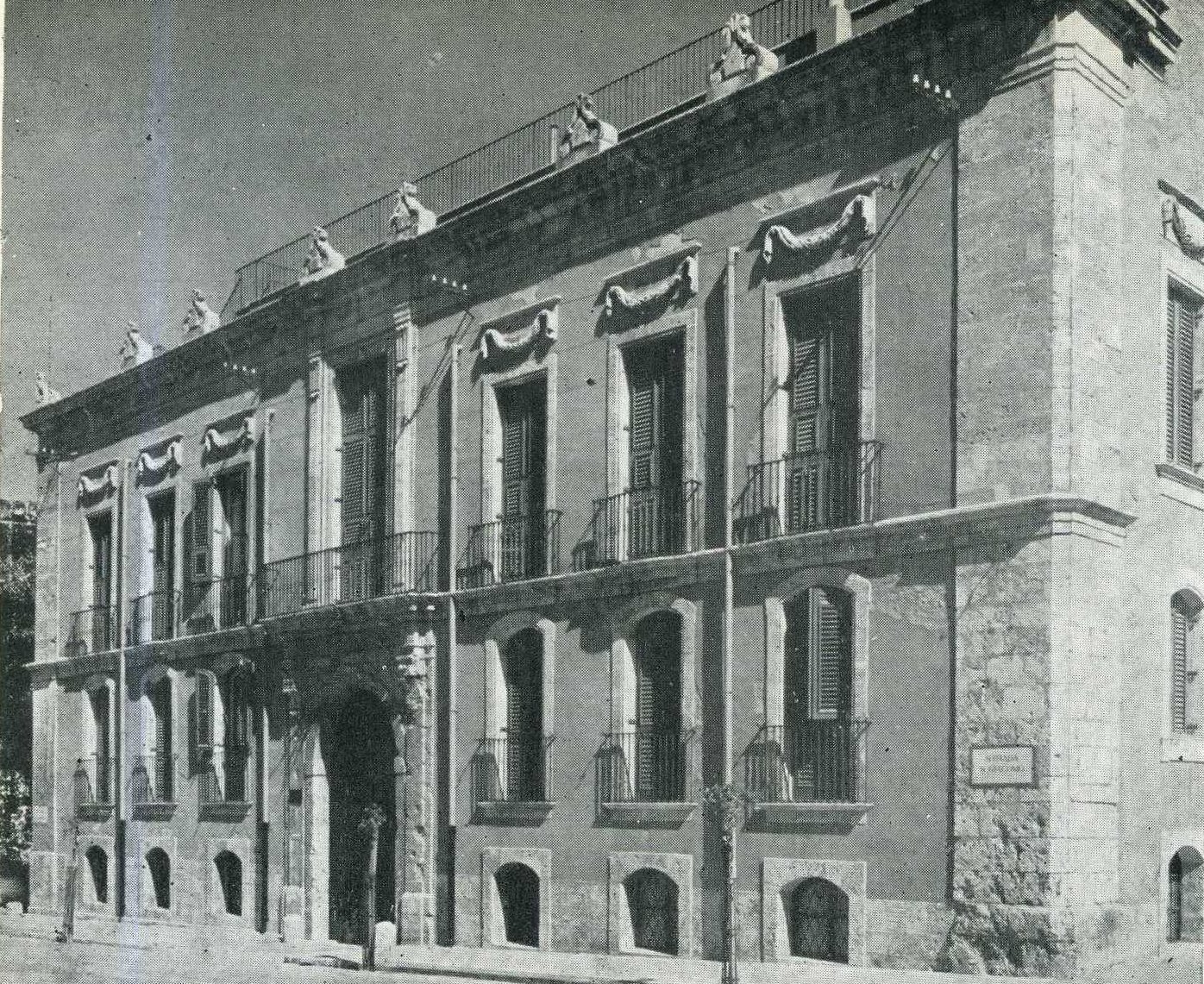
Palazzo Calapaj d'Alcontres in Messina

Die Familie Stagno stammt von dem spanischen Adligen Don Bernardo Estagnol ab, der Rat des sizilischen Königs Friedrich II. von Aragon sowie Gouverneur der Herzogtümer Neopatria und Athen war. Sein Sohn Tommaso, Vertrauter König Ludwigs von Sizilien, wurde 1314 zum Baron von Scuderi, Passarelli und Calandrino erhoben, sein Enkel Manfredo 1408 mit Licata belehnt. Giovanni Stagno wurde 1685 von Karl II. zum Grafen von Cassandola erhoben. Giuseppe Stagno di Scuderi wurde 1792 Fürst von Montesalso, in der nächsten Generation kamen durch Heirat die Titel Fürst von Palizzi, Fürst von Alcontres, Marchese della Floresta, Soreto e Roccalumera u. a. an die Familie. Sie stellte bis heute zahlreiche sizilianische Politiker. Heutiges Familienoberhaupt ist Alberto Stagno d' Alcontres, 9. Principe di Montesalso e di Alcontres e Palizzi, Marchese di Roccalumera e Soreto (* 1945).
Die Stagno gehören neben den Alliata, Filangeri, Gravina, Lancia, Moncada, Notarbartolo, Paternò, Spucches, Tomasi di Lampedusa, Valguarnera und Ventimiglia zu den fürstlichen Familien Siziliens.